# Automobilizam
Automobilizam je naziv za sve oblike športskih nadmetanja u kojima se rabe motorna vozila na četiri kotača.
Natjecanja po klasama dijelimo na utrke trkaćih, športskih, turističkih i prototipova automobila. Utrke dijelimo prema radnom obujmu motora. U automobilizmu natjecanja obuhvaćaju brzinske utrke i ocjensku vožnju. U brzinskim utrkama su trkališne, cestovne, brdske i rekordne utrke.

## Povijest
Na svijetu je prva automobilistička utrka održana je 1894. na cesti Pariz – Rouen. Prvi automobilistički klub utemeljen je 1895. godine i bio je to L’Automobile Club de France. Međunarodni savez automobilskih klubova (Association Internationale des Automobiles Clubs Reconnus, AIACR) osnovan 1904. u Parizu, a naziv je promijenio 1946. u FIA (Fédération Internationale de l’Automobile). Hrvatska je išla ukorak sa svijetom. U hrvatske krajeve automobilizam stiže vrlo brzo. Već travnja 1902. kroz Hrvatsku prolazi dionica automobilističke utrke Nica – Opatija. Prva hrvatska športska automobilistička društva osnovana su na dvama krajevima Hrvatske, 25. travnja 1906. (drugi datiraju nadnevak osnivanja na 1. lipnja) Prvi hrvatski automobilni klub u Zagrebu "da bude društveno, strukovno i znanstveno stjecište za širenje i unapređivanje automobilnoga športa u Hrvatskoj", a u Splitu je 1907. osnovan Auto-club Spalato. Početak djelovanja automobilističkog strukovnog saveza je 13. travnja 1912. kad je pri Hrvatskome športskom savezu osnovana Sekcija za automobilizam. Relacija Zagreb - Varaždin - Zagreb bila je prva automobilistička utrka za Prvenstvo Hrvatske i Slavonije, a održana je 8. rujna 1912. godine. Prvo stručno glasilo automobilističke športske grane Hrvatski automobilni list izašlo je siječnja 1914. godine. U dijelovima Hrvatske u Kraljevini SHS djeluje zagrebačka sekcija Automobilskoga kluba Kraljevine SHS. Automobilističkim i motociklističkim klubovima u Hrvatskoj rad je ujedinjen nakon 1945., pa je 1948. osnovan Auto-moto savez Hrvatske. 5. listopada 1991. osnovan je Hrvatski auto i moto športski savez, koji je član FIA-e od 1992. godine. Automobilistički i karting savez odvojili su se od motociklističkoga saveza te je u Zagrebu 1997. osnovan Hrvatski auto i karting savez.
Najveće automobilističko natjecanje u Hrvatskoj održavalo se na stazi Preluk u Opatiji od 1946. do 1977., Velika nagrada Jadrana.

## Kategorije nadmetanja
- Formula 1 - je najpoznatije natjecanje, gdje se natječu posebno konstruirani automobili jednosjedi
- Reli - etapna utrka automobila, dva najpoznatija relija su Reli Dakar, koji je niz godina imao start u Parizu (i zvao se Reli Pariz-Dakar) i Svjetsko prvenstvo u reliju (poznato pod kraticom WRC)
- kružne utrke - poznata je staza Grobnik ponad Rijeke
- brdske utrke
- vožnje spretnosti
- karting

## Vanjske poveznice
- HAKS •Tehnička komisija za auto-športove  Arhivirana inačica izvorne stranice od 8. prosinca 2019. (Wayback Machine) FIA Dodatak Međunarodnog sportskog pravilnika, 2013. - Članak 279-TEHNIČKI PRAVILNIK ZA RALLYCROSS I AUTOCROSS AUTOMOBILE